# Memecylon myrtiforme
Memecylon myrtiforme là một loài thực vật thuộc họ Melastomataceae. Đây là loài đặc hữu của Mauritius. Môi trường sống tự nhiên của chúng là rừng khô nhiệt đới hoặc cận nhiệt đới.